# 71 Dywizjon Artylerii Lekkiej
71 dywizjon artylerii lekkiej (71 dal) – pododdział artylerii lekkiej Wojska Polskiego II RP.
Dywizjon nie występował w pokojowej organizacji wojska. Został sformowany w 1939 przez 8 Płocki pułk artylerii lekkiej.

## Mobilizacja
71 dywizjon artylerii lekkiej miał być sformowany zgodnie z planem mobilizacyjnym „W”, w trakcie mobilizacji powszechnej.

Jednostką mobilizującą był 8 Płocki pułk artylerii lekkiej (OK Nr I).

Organizacja wojenna pododdziału była identyczna z organizacją wojenną dywizjonu wchodzącego w skład pułku artylerii lekkiej i zakładała, że w jego składzie znajdzie się dowództwo, trzy baterie armat i kolumna amunicyjna. Każda z baterii miała być uzbrojona w cztery 75 mm armaty wz. 1897.

Przeznaczony był do odwodu Armii „Modlin”.

## 71 dal w kampanii wrześniowej
3 września dywizjon zajął stanowiska w Ciechomicach wchodząc do 7 września wraz z 15 baterią artylerii konnej, I Warszawskim batalionem ON, Nowogródzką Brygadą Kawalerii oraz miejscowym oddziałem Przysposobienia Wojskowego w skład obrony przedmościa „Płock”.
6 września dywizjon opuścił Płock z Nowogródzką BK, by dotrzeć 11 września do Modlina, gdzie wszedł w skład obrony twierdzy. W trakcie marszu, m.in. na skutek bombardowań, od dywizjonu odłączyła się i już nigdy nie dołączyła część kolumny amunicyjnej i żywnościowej, co spowodowało, że m.in. amunicję artyleryjską musiano pobierać pod ogniem wroga ze składów w Palmirach i Pomiechówku.
Dywizjon uczestniczył w obronie Modlina do kapitulacji, która nastąpiła 29 września, osłaniając m.in. przebijanie się do Warszawy Grupy Operacyjnej Kawalerii gen. Abrahama.

## Organizacja i obsada personalna 71 dal
Organizacja i obsada personalna 71 dal
Dowództwo
- dowódca dywizjonu – mjr Włodzimierz Dettloff
- adiutant – kpt. rez. Wiktor Helmersen[a]
- oficer zwiadowczy – ppor. rez. Korneli Władysław Sulimierski[b]
- oficer obserwacyjny – por. Stanisław Janicki
- oficer łączności – por. Michał Sielicki
- oficer płatnik – kpt. Tadeusz Jakubowski
- oficer żywnościowy – ppor. Tadeusz Majkowski
- szef sanitarny – ppor. Franciszek Bianek
- szef weterynarii – ppor. Roman Baranowski

1 bateria
- dowódca baterii – kpt. Władysław Batóg
- oficer ogniowy – por. Władysław Cywiński
- oficer zwiadowczy – ppor. Jerzy Brodzki
- dowódca I plutonu – ogn. pchor. Roman Szałas
- dowódca II plutonu – ogn. pchor. Antoni Czermiński
- dowódca II plutonu – st. ogn. Stanisław Karpus (od 16 IX 1939)
- szef baterii – ogn. Jan Domański

2 bateria
- dowódca baterii – por. Ludwik Kędzierski
- oficer ogniowy – ppor. mgr Józef Kaszewski (od 22 IX 1939 w niewoli niemieckiej[c])
- oficer zwiadowczy – ppor. Kazimierz Pogorzelski
- dowódca I plutonu – ppor. Jan Dziewanowski † 21 IX 1939 Palmiry
- dowódca II plutonu – ogn. pchor. Zdzisław Sarzyński † 21 IX 1939 Palmiry

3 bateria
- dowódca baterii – por. Stanisław Królikiewicz
- oficer zwiadowczy – ppor. Józef Sawicki

Kolumna Amunicyjna
- dowódca kolumny – ppor. Edward Dodacki
- szef kolumny – st. ogn. Roman Stawicki